# Kulap Saipradit
 (novembre 2021).
La mise en forme du texte ne suit pas les recommandations de Wikipédia : il faut le « wikifier ».
Les points d'amélioration suivants sont les cas les plus fréquents :
- Les titres sont pré-formatés par le logiciel. Ils ne sont ni en capitales, ni en gras.
- Le texte ne doit pas être écrit en capitales (les noms de famille non plus), ni en gras, ni en italique, ni en « petit »…
- Le gras n'est utilisé que pour surligner le titre de l'article dans l'introduction, une seule fois.
- L'italique est rarement utilisé : mots en langue étrangère, titres d'œuvres, noms de bateaux, etc.
- Les citations ne sont pas en italique mais en corps de texte normal. Elles sont entourées par des guillemets français : « et ».
- Les listes à puces sont à éviter, des paragraphes rédigés étant largement préférés. Les tableaux sont à réserver à la présentation de données structurées (résultats, etc.).
- Les appels de note de bas de page (petits chiffres en exposant, introduits par l'outil «  Source ») sont à placer entre la fin de phrase et le point final[comme ça].
- Les liens internes (vers d'autres articles de Wikipédia) sont à choisir avec parcimonie. Créez des liens vers des articles approfondissant le sujet. Les termes génériques sans rapport avec le sujet sont à éviter, ainsi que les répétitions de liens vers un même terme.
- Les liens externes sont à placer uniquement dans une section « Liens externes », à la fin de l'article. Ces liens sont à choisir avec parcimonie suivant les règles définies. Si un lien sert de source à l'article, son insertion dans le texte est à faire par les notes de bas de page.
- La présentation des références doit suivre les conventions bibliographiques. Il est recommandé d'utiliser les modèles {{Ouvrage}}, {{Chapitre}}, {{Article}}, {{Lien web}} et/ou {{Bibliographie}}. Le mode d'édition visuel peut mettre en forme automatiquement les références.
- Insérer une infobox (cadre d'informations à droite) n'est pas obligatoire pour parachever la mise en page.

Pour une aide détaillée, merci de consulter Aide:Wikification.
Si vous pensez que ces points ont été résolus, vous pouvez retirer ce bandeau et améliorer la mise en forme d'un autre article.
Kulap Saipradit (thaï : กุหลาบ สายประดิษฐ์; 31 mars 1905 – 16 juin 1974), connu surtout sous son nom de plume Siburapha ou Sibourapa (Thai: ศรีบูรพา; parfois écrit Sriburapha or Sri Burapha), est un éditeur de journaux, un journaliste militant et un écrivain thaïlandais. C'est un intellectuel et romancier très engagé contre la censure et pour la justice sociale, un journaliste qui lutte pour la démocratie et les droits  de l'homme.
Son roman le plus célèbre, "Sur le Mont Mitaké" (ข้างหลังภาพ ; Khang Lang Phap ; Behind the Painting ; Derrière le tableau) a été réimprimé à plus de 40 reprises, est traduit en chinois, japonais, anglais, vietnamien, français... et a été adapté à deux reprises au cinéma, en 1985 par Piak Poster et en 2001 par Cherd Songsri.

## Biographie
Kulap est né en 1905 à Bangkok dans le quartier de Hua Lamphong. Son père est fonctionnaire pour les chemins de fer et sa mère est issue d'une famille de paysans de Suphan Buri.
Son père meurt quand il a 6 ans ; alors sa mère l'élève seule avec sa sœur. Elle réussit à inscrire le jeune Kulap au lycée Debsirin (thaï : โรงเรียนเทพศิรินทร์) (école pour garçons de l'élite et aristocratie thaïlandaise). Pendant ses années d'études, il rencontre de futurs grands écrivains dont Akatdamkoeng Raphiphat avec qui il fraternise.
En 1923, après ses études, il devient journaliste, un métier mal payé. Il écrit de nombreux articles et commence à rédiger des nouvelles : il publie par exemple en 1928 Luk Phu Chai (ลูกผู้ชาย), en 1932 Songkram Chiwit (สงครามชีวิต ; une nouvelle basée sur Les pauvres gens de Dostoyevsky) et en 1934 Phachon Bap (ผจญบาป).
En 1929, il devient éditeur et crée le groupe de presse Suphapburut ("Les gentilshommes"), publie le bimensuel Suphapburut et embauche entre autres Chote Praepan. Très habile et énergique, il contrôle avant ses trente ans la plupart des journaux importants de Bangkok, prenant en particulier la direction du très influent Prachachat (ประชาชาติ ; "Le Peuple"). Ses journaux sont souvent frappés par la censure : le Prachachat est fermé à deux reprises par le pouvoir en 1933 et 1936 etc.
En 1935, il se marie avec Chanid Priyacharnkun.

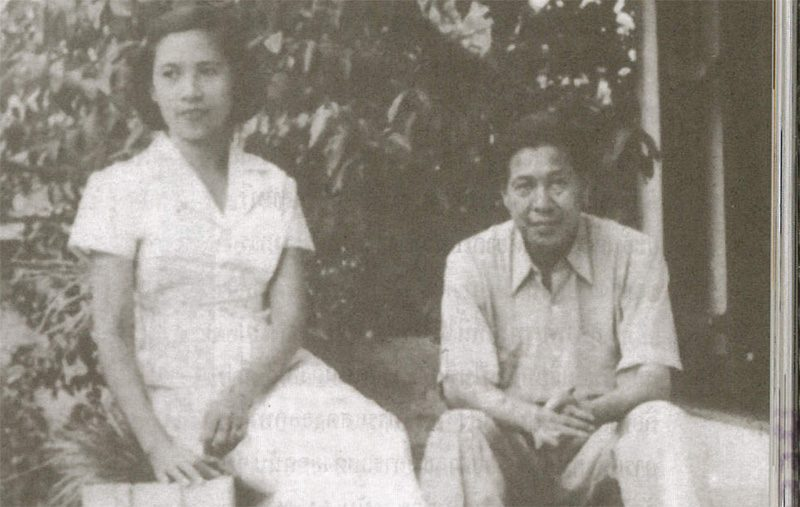
Chanid et Kulap Saipradit

En 1936, il part étudier au Japon puis écrit son chef-d'œuvre Sur le Mont Mitaké, (Behing the Painting) qu'il publie sous forme de roman-feuilleton en 1937.
Au début de années 1940, il continue de publier des articles virulents contre la censure, contre le dictateur Plaek Phibunsongkhram et aussi contre l'entrée en guerre de la Thaïlande au côté du Japon en janvier 1942. Il est arrêté en juin 1942 et emprisonné pendant plus de deux ans jusqu'au retour en août 1944 du gouvernement civil de Khuang Abhaiwongse puis de Pridi Phonmayong.
En 1947, il part en Australie étudier les sciences politiques à Melbourne et revient 18 mois après en Thaïlande avec un intérêt accru pour les idées marxistes et socialistes.
Entre 1949 et 1952, à la suite de l'expérience de son voyage, Kulap Saipradit est très créatif : il crée une nouvelle maison d'édition et publie des nouvelles comme Chon Kwa Rao Cha Phop Kan Ik (จนกว่าเราจะพบกันอีก ; Till We Meet Again ; 1950) ; des écrits sur le marxisme ; et des traductions réalisées avec sa femme : Pool de Somerset Maugham (Sa Sawat ; สระสวาท ; Le lac) ; En déportation d'Anton Tchekhov (Khao Thuk Bangkhap Hai Pen Khun Chon ; เขาถูกบังคับให้เป็นขุนโจร) et La mère de Maxime Gorki (Mae ; แม่).
Au début des années 50, il continue de militer pour la paix : il participe en 1951 à la création du  mouvement pour la paix en Thaïlande, soutien l'appel de Stockholm contre les armes nucléaires ; lutte contre le dictateur Plaek Phibusongkhram et proteste contre l'intervention de son pays dans la guerre de Corée. Il est arrêté en décembre 1952, accusé de trahison et de communisme puis condamné à 13 ans et 4 mois de prison. Il est emprisonné pendant plus de quatre ans et est libéré en février 1957, bénéficiant comme de très nombreux prisonniers d'une amnistie générale pour fêter la naissance de Bouddha. En 1958, pour éviter la répression qui s'abat sur les opposants politiques, il est forcé de s'exiler en Chine. Il réside alors à Pékin jusqu'à sa mort en 1974 à l'âge de 69 ans.

## Liste partielle de ses œuvres

### Nouvelles et romans
- Luk Phu Chai (ลูกผู้ชาย; 1928)
- Songkhram Chiwit (สงครามชีวิต; litt. La guerre de la vie[11] ; 1932)
- Phachon Bap (ผจญบาป; 1934)
- Khang Lang Phap (ข้างหลังภาพ; litt. Derrière l'image ; Behing the Painting ; Sur le Mont Mitaké ; 1937)
- Chon Kwa Rao Cha Phop Kan Ik (จนกว่าเราจะพบกันอีก ; Until We Meet Again ; 1950)
- Lae Pai Khang Na (แลไปข้างหน้า; Looking Ahead ; deux volumes, 1955 et 1957, première publication en un volume en 1975)

### Traduction avec sa femme de textes étrangers
- Pool de Somerset Maugham (Sa Sawat ; สระสวาท ; Le lac)
- En déportation d'Anton Tchekhov (Khao Thuk Bangkhap Hai Pen Khun Chon ; เขาถูกบังคับให้เป็นขุนโจร)
- La mère de Maxime Gorki (Mae ; แม่)

## Roman traduit en français
- Sur le Mont Mitaké, roman de Sibourapa traduit du thaï par Marcel Barang, Édition Zoé, 2018, 176 p.  (ISBN 978-2-88927-613-4)[12]